# Kuglački klub Zaprešić
Kuglački klub Zaprešić je hrvatski kuglački klub iz Zaprešića. Domaće utakmice igra na kuglani u Zaprešiću. Kroz bogatu povijest klub je osvojio 10 prvenstava i 5 nacionalnih kupova, a najveći međunarodni uspjesi su mu osvajanje sva tri međunarodna natjecanja: NBC kupa, Lige prvaka i Svjetskog kupa.

## O klubu

### Osnivanje i povijest
Kuglački klub Zaprešić osnovan je 25. studenog 1979. godine. Osnivači su bili Josip Balja, Željko Mlinarić, Lucijan Orlić, Marijan Oršić i Božo Tkalčić. Klub je osnovan s ciljem poticanja razvoja kuglanja na širem području Zaprešića, a od samog početka privukao je veliki interes lokalne zajednice.
Nakon nekoliko godina, u klub kao igrač i sponzor dolazi Nikola Funda, koji kasnije preuzima funkciju predsjednika te vodi klub sve do 2020. godine kada postaje počasni predsjednik. Tijekom svog mandata, Funda je doveo klub do osvajanja nacionalnih naslova i svih međunarodnih trofeja. Zaslužan je za izgradnju nove kuglane u Zaprešiću, koju je podržala i financirala gradska uprava Zaprešića.

Za vrijeme održavanja Svjetskog kupa i Lige prvaka, klub je dogovorio suradnju sa Sportskom televizijom, koja je uživo prenosila polufinalne i finalne utakmice, što je u kuglanju bilo organizirano po prvi puta. Kasnije je klub organizirao televizijske prijenose derbija u nacionalnoj ligi, dodatno promovirajući sport i privlačeći nove gledatelje.

### Rani uspjesi
Kuglački klub Zaprešić brzo je napredovao te je već 1988. godine igrao u 5. Regionalnoj ligi. Od regionalne lige kroz godine se dizao sve do 1996. godine, kada kroz majstoricu odigranu u Koprivnici protiv osiječkog Kandita ulazi u prvu ligu, u kojoj ostaje.

### Međunarodni uspjesi
Godine 2010. godine klub je ostvario značajan uspjeh osvojivši 2. mjesto u 1. Hrvatskoj kuglačkoj ligi i 2. mjesto u Hrvatskom kupu, što je omogućilo prvi izlazak na međunarodnu scenu. U Splitu su osvojili 3. mjesto na Europa pokalu, čime su donijeli prvu europsku medalju u povijesti kluba. Godine 2018. klub je osvojio Svjetski kup koji su organizirali u Zaprešiću, a nova šesterostazna kuglana službeno je otvorena. Klub je sve te rezultate postigao pod vodstvom trenera Darka Oršića, koji je u isto vrijeme vodio i školu kuglanja. Među uspješnijim članovima bio je Leo Herceg, koji je osvojio 3 zlatne medalje. Klub je nastavio nizati uspjehe na domaćoj i međunarodnoj sceni, uključujući osvajanje Europskog kupa 2021. i 2022. godine kao i finalima Svjetskog kupa i Lige prvaka 2023. godine.

### Naslovi prvaka
Klub je prvi put osvojio naslov prvaka Hrvatske 2013. godine. Sljedeće godine obranili su naslov prvaka Hrvatske uz rekord od 22 pobjede u isto toliko susreta. Do danas, klub je osvojio ukupno 9 naslova prvaka Hrvatske, što ih izjednačuje s Kuglačkim klubom Zadar po broju osvojenih naslova. Aktualni je prvak Hrvatske u sezoni 2023./2024. godine.

### Trenutno vodstvo:
Predsjednik kluba je Danijel Funda, koji je preuzeo vodstvo 2020. godine. Trener seniorske ekipe je Lovro Benčević, tajnik Darko Oršić, a blagajnik Tomica Tkalčević. Matija Mance je kapetan ekipe i kao predstavnik igrača član predsjedništva. Još jedan član predsjedništva je Jaša Šelendić.

## Kuglana
Kuglana u Zaprešiću bila je najmodernija kuglana u Europi u vrijeme kada se izgradila. Kuglanu je projektirao arhitekt Marko Cvjetko. Izgradnja je započela 2017. godine, a završena je 2018. godine. Godine 2024., nakon 6 godina u sklopu redovnog servisa i obnove ispod položnica, montirane su HPL ploče i nove odbojne gume na limu od 2 mm kao što su bile u Breznom 2024. godine na SP-u, što je novitet u montaži novih kuglana.   

## Uspjesi
- Prva hrvatska kuglačka liga:
  - prvaci: 2013., 2014., 2015., 2016., 2018., 2019., 2020., 2023., 2024., 2025.
  - doprvaci: 2010., 2011., 2017., 2021., 2022.

- Kup Hrvatske
  - pobjednici: 2013., 2015., 2016., 2018., 2024.
  - finalisti: 2010., 2014., 2019.

- Liga prvaka
  - pobjednik: 2019.
  - finalisti: 2023.

- Svjetski kup
  - prvaci: 2018.
  - finalisti: 2024.
  - treći: 2013.

- Europski kup
  - pobjednici: 2017.
  - finalisti: 2011.

- NBC kup:
  - pobjednici: 2012.
  - treći: 2010.

## Vanjske poveznice
- zg-kuglanje.hr, arhiva rezultata  Arhivirana inačica izvorne stranice od 10. siječnja 2014. (Wayback Machine)
- Povijest KK Zaprešića  Arhivirana inačica izvorne stranice od 11. ožujka 2016. (Wayback Machine)
- Hrvatski športski almanah, serijska publikacija, ARS Media, Zagreb / Velika Gorica, gl. urednik Kruno Sabolić
- www.kkzapresic.hr

- Kuglački klub Zaprešić